# Тосима (специальный район)
Тосима (яп. 豊島区 тосима-ку) — один из 23 специальных районов Токио. Был основан 15 марта 1947 года. Площадь района составляет 13,01 км², население — 302 098 человек (1 октября 2020), плотность населения — 23 220,45 чел./км². Тосима имеет самую высокую плотность населения среди всех районов Токио и городов Японии. Около 47 % территории района занято жилыми домами, 20 % — коммерческими и общественными строениями.

## Население
По состоянию на 1 мая 2020 года население района составляло 300 874 человека (в 1965 году — 370 тыс.), но за счёт наплыва работающих здесь людей днём население возрастает до 430 тыс. человек. Более 7% жителей района являются иммигрантами (это один из самых высоких показателей для Токио). Из 20 тыс. иммигрантов более половины составляют китайцы, около 20% — корейцы, остальные — филиппинцы и европейцы. 

## Экономика
В Тосиме базируются корпорации «Сэйю Груп» и «Бик Камера» (розничная торговля). В районе расположены торговые центры и универмаги «Мицукоси», «Сэйбу», «Токю Хендс» и «Парко».

## Кварталы
- Дзосигая (雑司が谷)
- Икэбукуро (池袋)
- Икэбукуро-Хонтё (池袋本町)
- Канамэтё (要町)
- Ками-Икэбукуро (上池袋)
- Кита-Оцука (北大塚)
- Комагомэ (駒込)
- Минами-Икэбукуро (南池袋)
- Минами-Оцука (南大塚)
- Минами-Нагасаки (南長崎)
- Мэдзиро (目白)
- Нагасаки (長崎)
- Ниси-Икэбукуро (西池袋)
- Ниси-Сугамо (西巣鴨)
- Сугамо (巣鴨)
- Сэнкава (千川)
- Такада (高田)
- Такамацу (高松)
- Тихая (千早)
- Хигаси-Икэбукуро (東池袋)

## Достопримечательности
- Sunshine 60 — небоскрёб, бывший самым высоким в Токио и в Японии с 1978 по 1991 годы.
- Sunshine City — комплекс зданий, включающий музей, аквариум и планетарий.
- Икэбукуро — финансовый и деловой центр Тосимы.

## Галерея
- Небоскрёб Sunshine 60
- Цветение сакуры
- Икэбукуро днём